# 永徳寺
永徳寺（えいとくじ）は愛媛県大洲市に所在する真言宗御室派の寺院である。山号は正法山。本尊千手観音の本坊と約1.5 km離れた飛び地境内にある本尊弥勒菩薩の「弘法大師 御野宿所 十夜ヶ橋」通称十夜ヶ橋（とよがはし）との2カ所から成る。
十夜ヶ橋では2月3日に『節分厄除け護摩祈祷』、土用の丑の日に『きゅうり加持』が行われ参拝者で賑わう。

## 十夜ヶ橋
本尊真言：おん まいたれいや そわか
ご詠歌：行き悩む 浮世の人を 渡さずば 一夜も十夜の 橋とおもほゆ
松山自動車道大洲インターチェンジと国道56号の交差点付近にあり、空海（弘法大師）が野宿をしたという伝説が残り、四国八十八箇所霊場で多くの番外があるがここは随一の番外札所である。また、四国別格二十霊場八番札所、南予七福神七番札所（福禄寿尊）になっている。
言い伝えによれば、四国を巡錫中の空海が菅生山（大寶寺）に向かう途中、この地で日が暮れた。このとき周囲は田園であり、宿泊場所となる民家が見あたらなかった。空海は小川に架かる橋を見つけ、仕方なくその橋の下で一夜を過ごすことにしたが、暗く長い一夜が十夜にも思えた。そこで、この寺の御詠歌となっている上記歌を詠んだと言われる。
この言い伝えから、この橋は「十夜ヶ橋」と呼ばれるようになり、橋のたもとに大師堂が結ばれたほか、橋の下には野宿をする空海の像が置かれている。また、橋の下は「修行」として国内で唯一野宿が認められている場所であり、十夜ヶ橋納経所ではござを貸し出している。なお、四国遍路などでは、空海が安眠できるよう巡礼者はこの橋に限らず橋の上では杖をつかないという習慣がある。（四国八十八箇所#四国遍路に因む文化の「橋の上では杖をつかない」も参照。）
現在、この橋は肱川の支流である都谷川（とやがわ）に架かる国道の橋となっており、さらに橋の上には自動車道の高架橋がかかっている。なお、四国遍礼名所図会（寛政12年遍路）の挿絵には、十夜橋と書かれ「とよのはし」と振仮名がふられている。また、川の名前から「とやがばし」と呼ぶ人もいた。
平成30年（2018年）7月7日の台風7号による西日本豪雨のため十夜ケ橋の境内が水没、本堂を建て直すことになった。
境内
- 本堂：2024年5月12日落慶。前立本尊は素地で等身大の弥勒菩薩坐像が新造された。本尊弥勒菩薩坐像は奥の間に鎮座。中二階を設け130人の観客を収容したコンサートもできるように造られている。
- 大師堂：本尊は「橋の上に立つ大師像」で平成26年以降開帳された。
- 奉賛殿：2018年7月水害の水没にも耐えられる高さで2020年春新築された。納経所も兼ねる。
- 十夜ヶ橋の下：横たわる大師石造が２体ある。

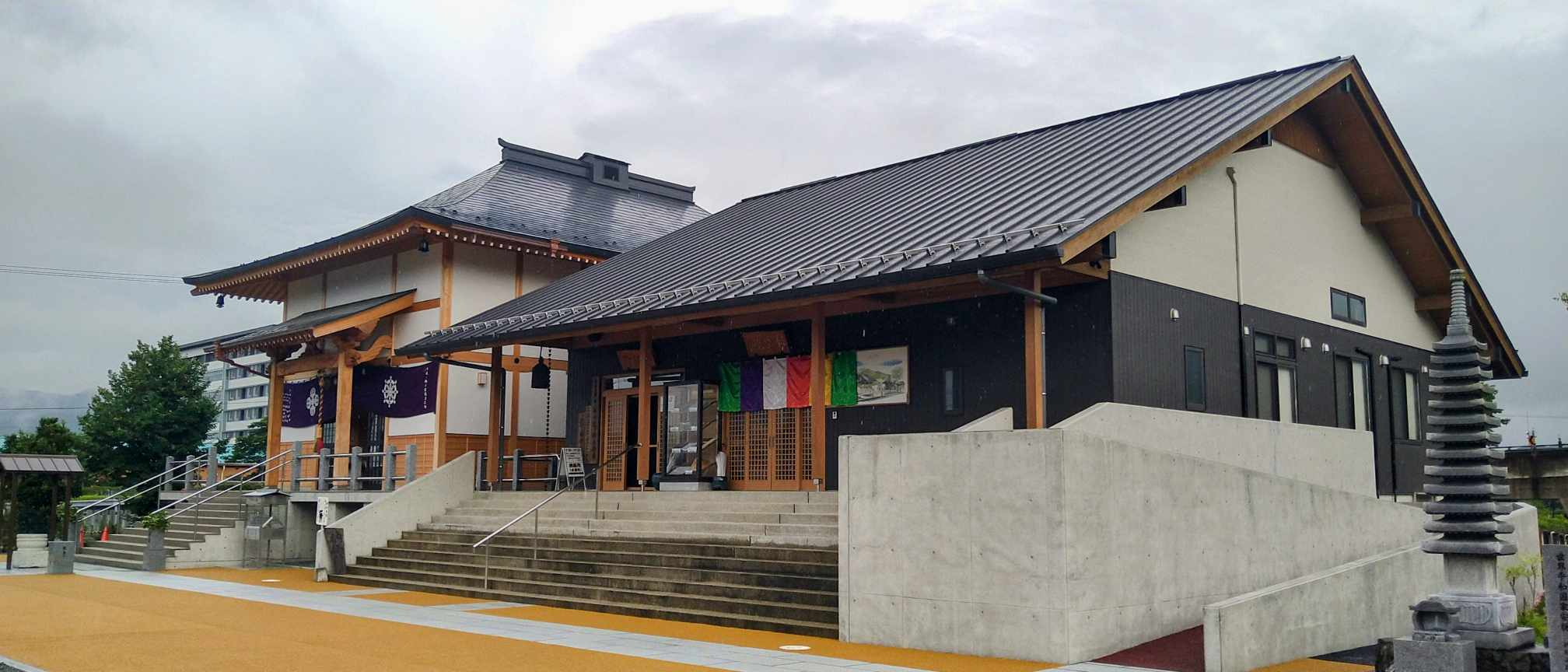
境内
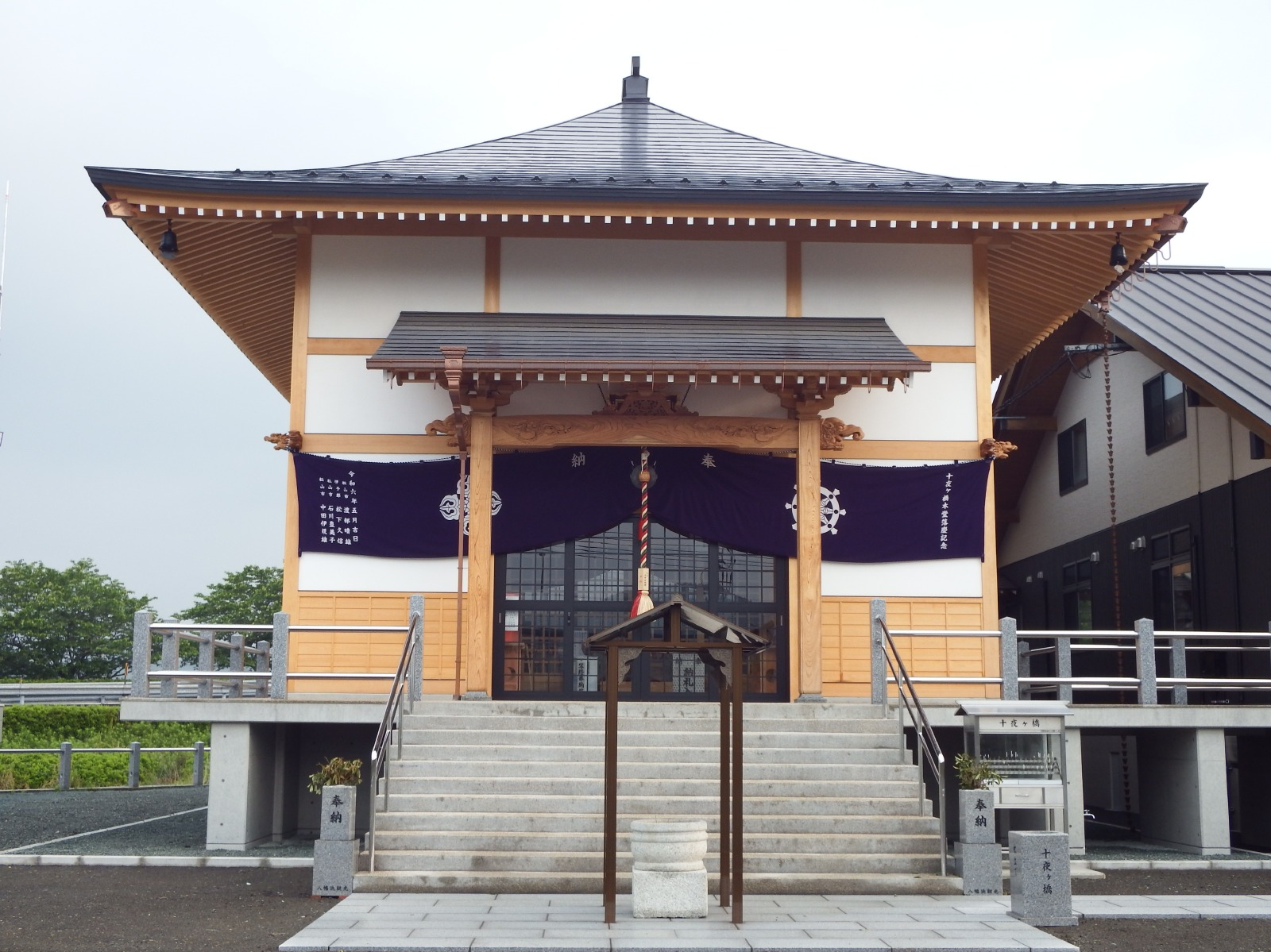
本堂
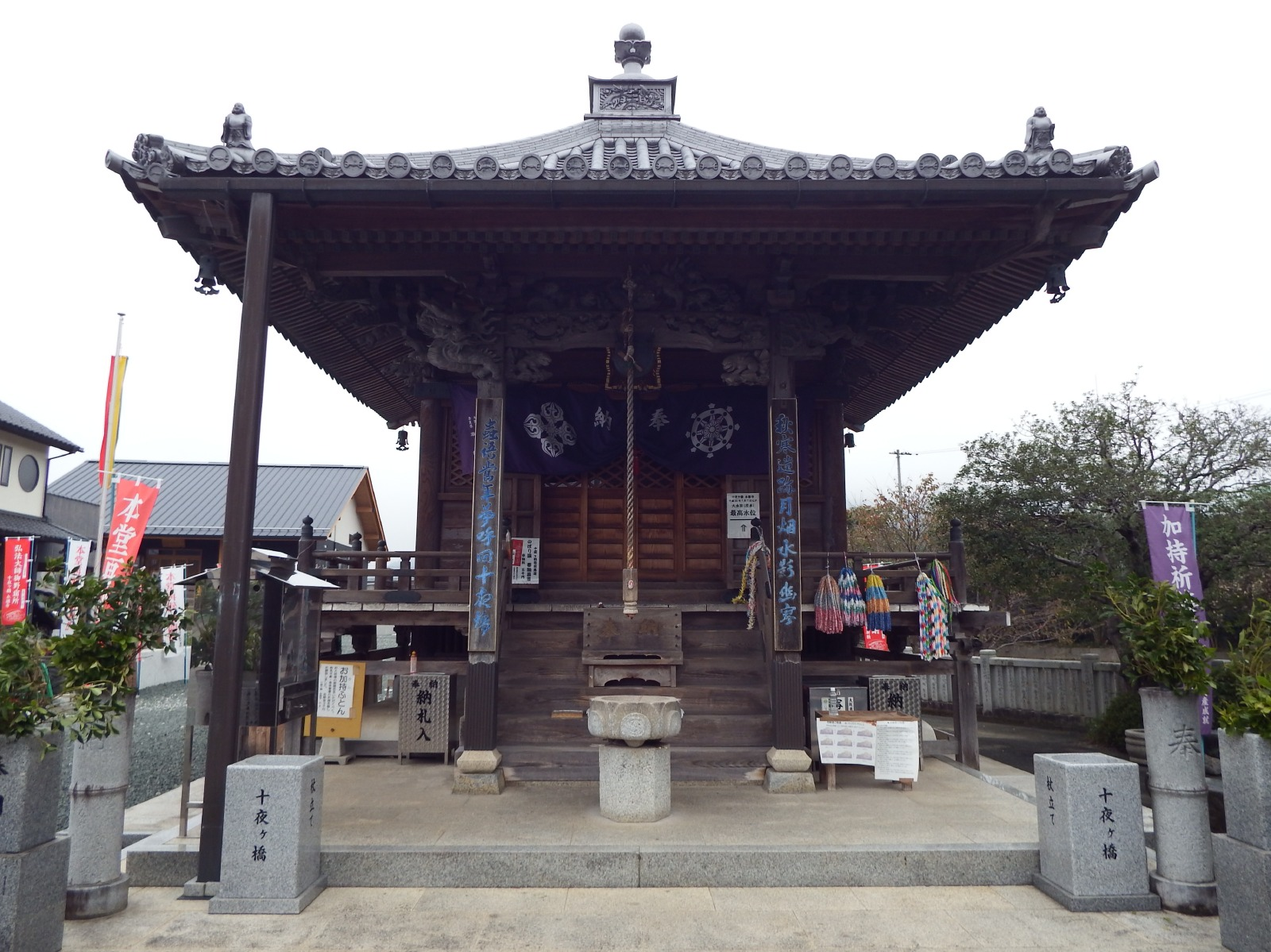
大師堂
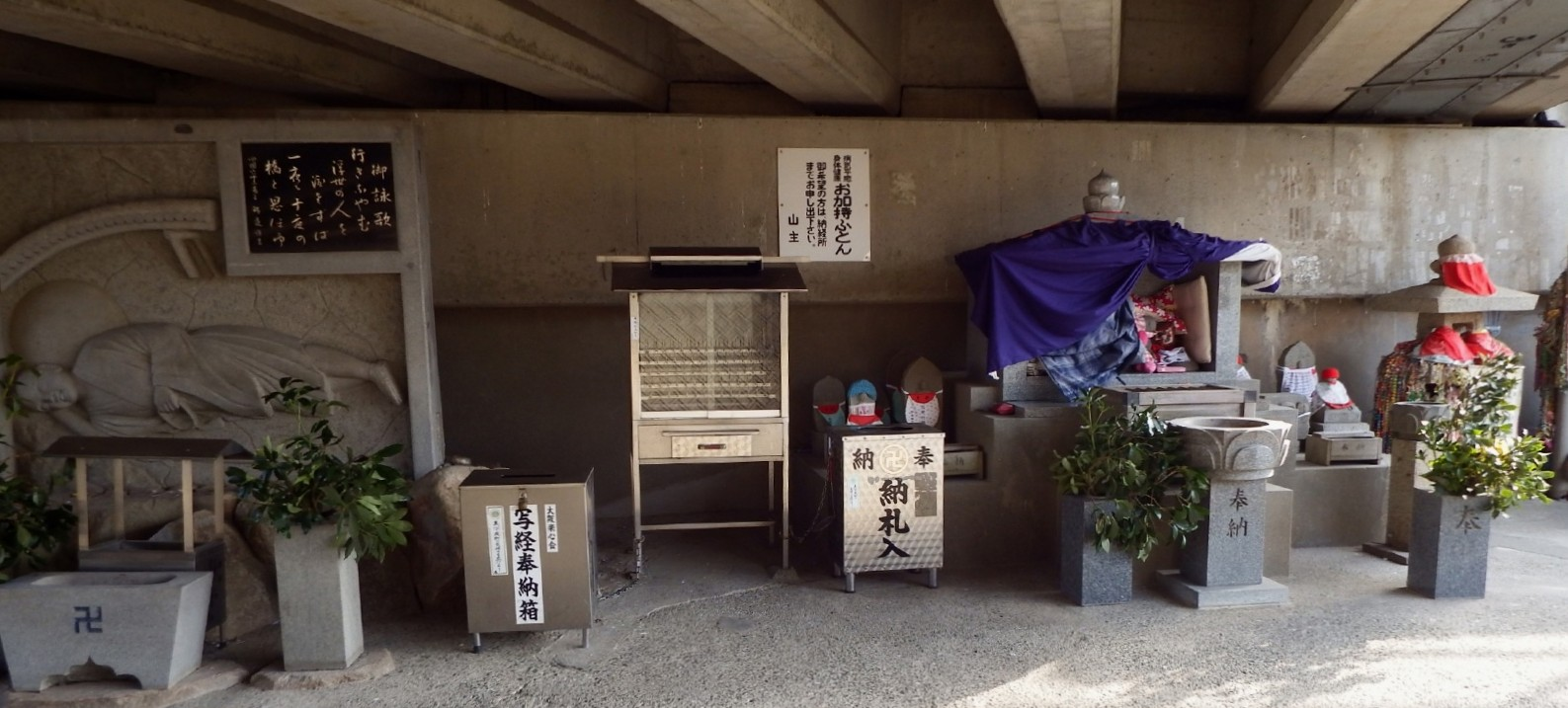
十夜ヶ橋の下
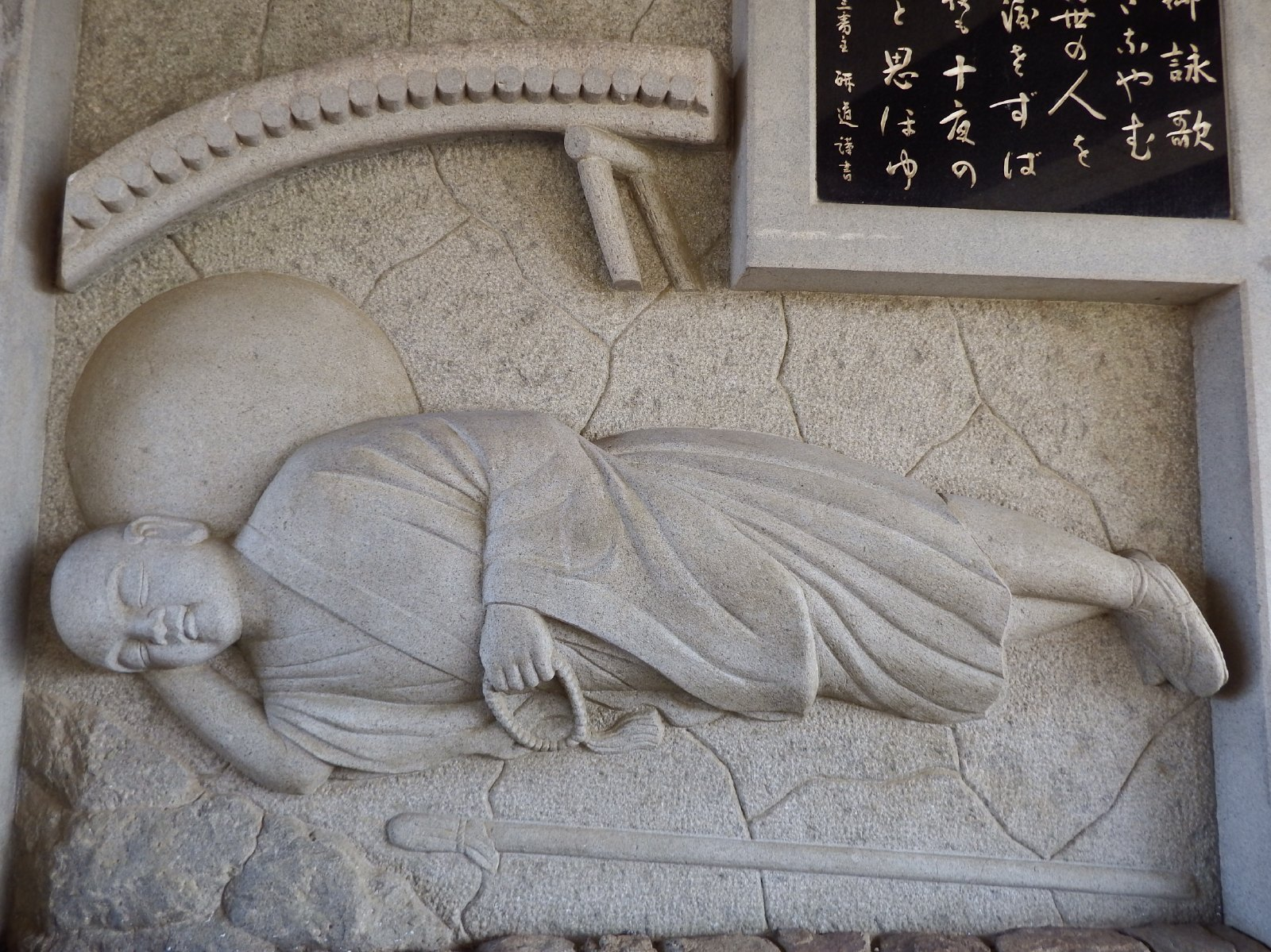
十夜ヶ橋の左の大師像
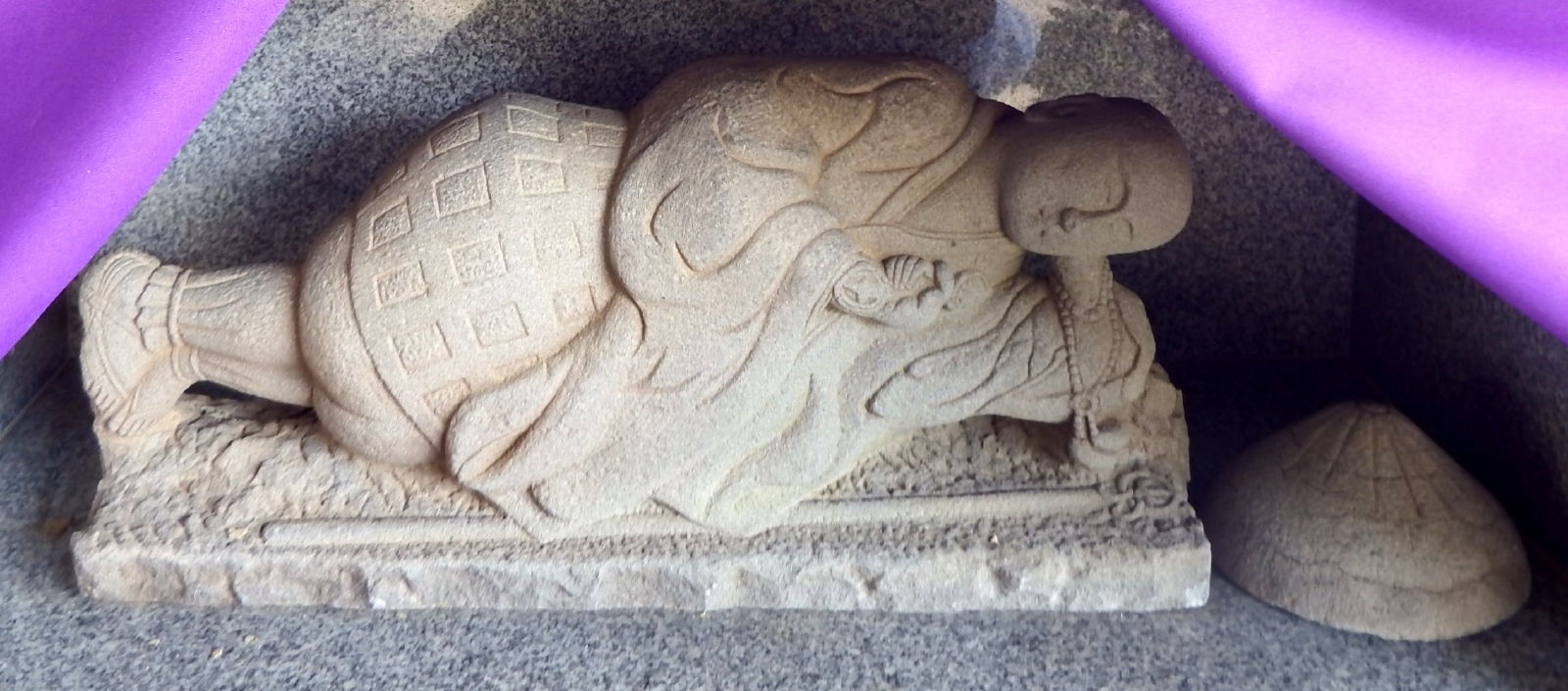
十夜ヶ橋の右の大師像
なで大師

## 永徳寺本坊
大洲市東部の郊外に位置し、十夜ヶ橋の南に約1.5 kmの山中にある。
本坊は室町時代初期の永徳年間（1381年 – 1384年）に創建されたと伝えられている。これが寺号の由来となっている。しかし、火災のため記録が焼亡し伝承のみが残り詳細は不明である。その後、江戸時代中期の享保12年（1727年）に秀意によって再建された。本堂は江戸時代後期の弘化3年（1846年）に建造されたが、老朽化のために平成16年（2004年）に建て直された。

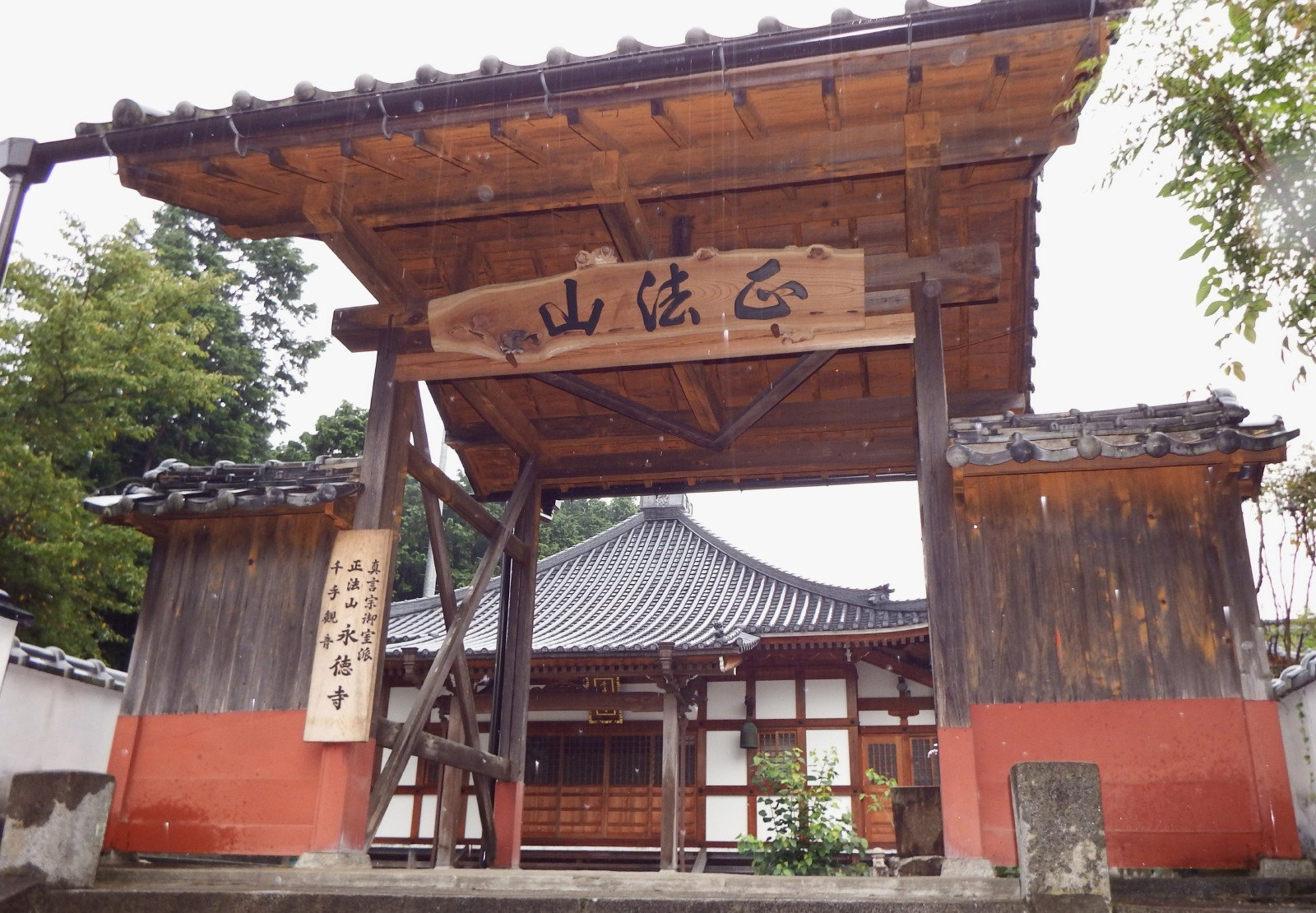
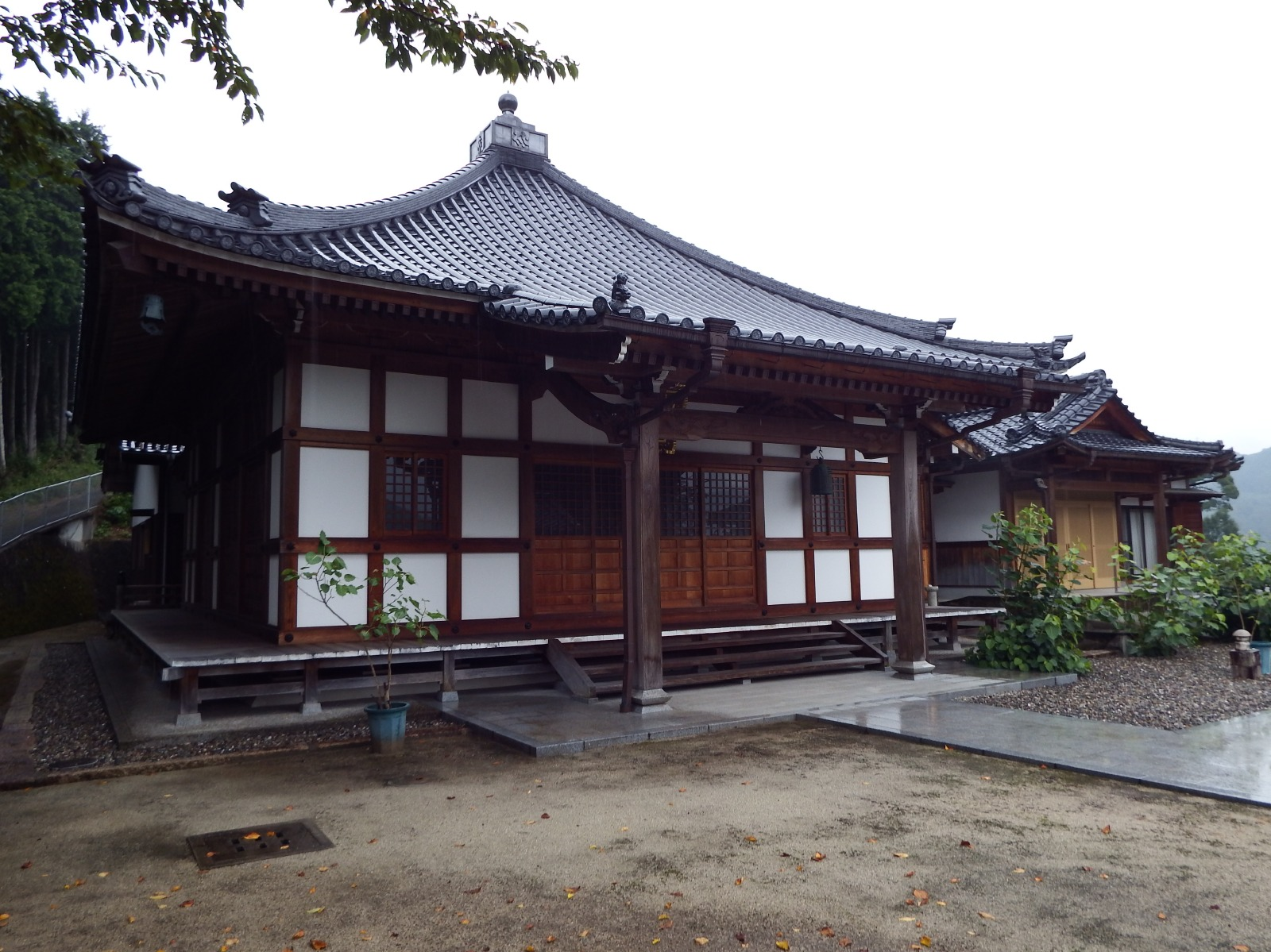

境内
- 山門
- 本堂
- 後ろ堂（位牌堂）と庫裡

## 前後の札所

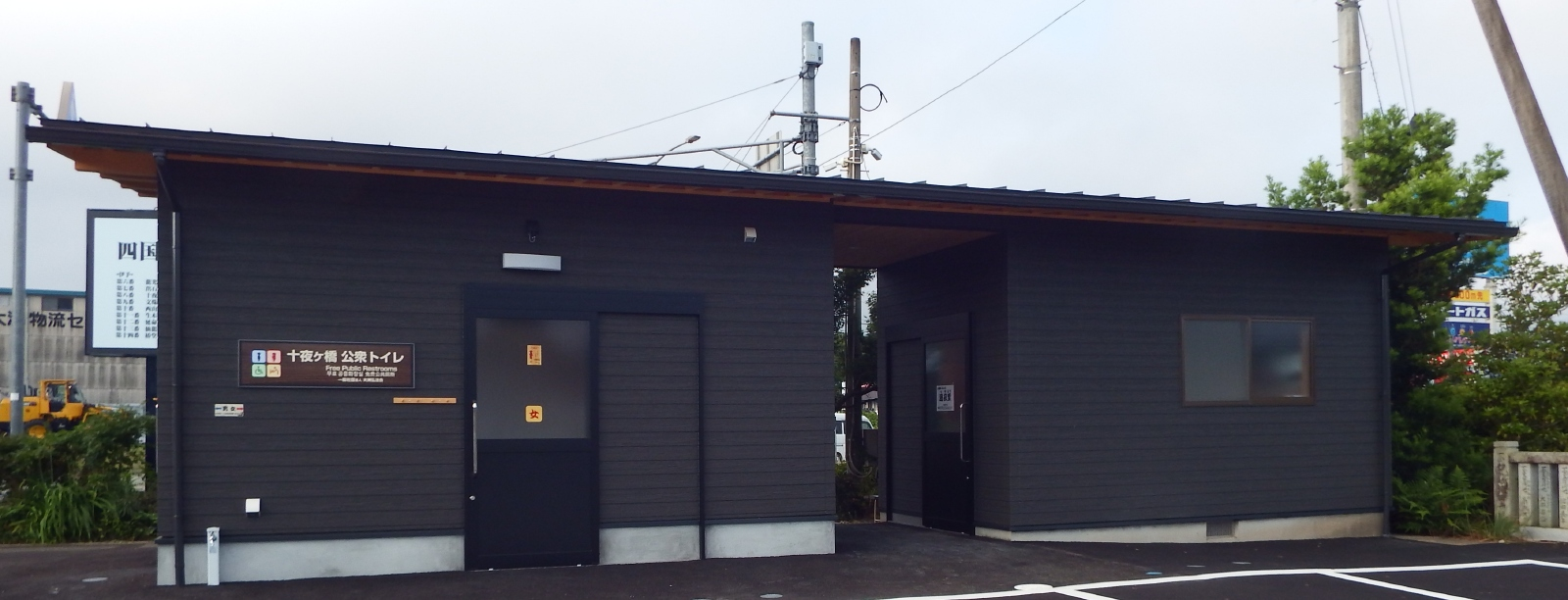
十夜ヶ橋の通夜堂

四国別格二十霊場
7番 出石寺 --（県道24号経由 29.2 km）-- 8番 十夜ヶ橋 --（国道56号経由 51.4 km）-- 9番 文殊院
松山方面からは大洲IC（ハーフIC）で降りてすぐ、宇和島方面からは大洲北IC（ハーフIC）で降りてすぐに位置する。通夜堂は2025年新築で３名まで可能。